# Anna Pieńkosz
Anna Pieńkosz (nascida em 30 de dezembro de 1976 em Varsóvia) é uma funcionária pública polaca e diplomata, tendo servido como embaixadora em Cuba (2015-2020).

## Vida
Pieńkosz formou-se em ciências políticas na Universidade da Silésia em Katowice, bem como em estudos de romance na Universidade Maria Curie-Skłodowska. Ela estudou também na Academia Diplomática da Polónia.
Em 2002, ingressou no Ministério das Relações Externas. A partir de 2004 serviu no Departamento das Américas como desk officer para as relações com o Mercosul. Entre 2006 e 2010 trabalhou na embaixada em Caracas, Venezuela, durante um ano como encarregada de negócios. De 2010 a 2012, ela chefiou a unidade político-económica em Havana, Cuba. Em 2012 voltou ao Departamento das Américas, responsável pelas relações da União Europeia com a América Latina e o Caribe.
Em janeiro de 2015, Pieńkosz foi nomeada embaixadora da Polónia em Cuba. Ela entrou no escritório em 12 de março de 2015, e apresentou as suas credenciais em duas semanas. Ela terminou o seu mandato em 15 de novembro de 2020.
Além do polaco, Pieńkosz fala inglês, espanhol e francês.